# Tagulis mystacinus
Tagulis mystacinus är en spindelart som beskrevs av Simon 1895. Tagulis mystacinus ingår i släktet Tagulis och familjen krabbspindlar.
Artens utbredningsområde är Sri Lanka. Inga underarter finns listade i Catalogue of Life.